# Среден Урал
Среден Урал (на руски: Средний Урал) е планина в средната, най-ниска част на планината Урал, разположена в източната част на Пермски край и западната част на Свердловска област в Русия. По билото на планината преминава границата между Европа и Азия. Простира се от юг на север на протежение около 400 km, между 56°с.ш. и 59°с.ш. Средната ѝ надморска височина варира от 250 до 500, а максималната е връх Средни Басег 994 m (58°53′47″ с. ш. 58°29′11″ и. д. / 58.896389° с. ш. 58.486389° и. д.), разположен в източната част на Пермски край. Изградена е основно от гнайси, амфиболити, кварцини, варовици и пясъчници. За релефа ѝ са характерни заоблените форми на релефа – хълмове и долинни понижения, а по западните ѝ склонове често срещани са карстовите форми. Реките течащи по западните ѝ склонове са леви притоци на Кама (ляв приток на Волга) – Чусовая с Усва и Силва, Косва и др. От източните ѝ склонове извират реки, принадлежащи към басейна на река Тобол, ляв приток на Иртиш, ляв приток на Об) – Исет със Синара, Тура с Пишма и Тагил, Сосва (дясна съставяща на Тавда). В Среден Урал са разположени множество езера, особено в източната му част – Таватуй, Исетско, Шарташ и др. Обрасла е предимно с иглолистни (смърч, ела, бор) и брезово-осикови гори. Разработват се находища на различни видове полезни изкопаеми.

## Национален Атлас на Русия
- Североизточна част на Европейска Русия[2]